# Hugo Curioni
Hugo Alberto Curioni, né le 11 octobre 1946 dans la province de Córdoba en Argentine, est un footballeur argentin qui joue au poste d'avant-centre notamment dans les clubs de Boca Juniors, du FC Nantes, du FC Metz et du Montpellier HSC.

## Biographie

### En  Argentine
Hugo Curioni arrive à l'âge de 17 ans à l'Instituto de Cordoba. Il inscrit 46 buts en deux ans au sein de la liga cordobesa. Repéré par Boca Juniors et son entraîneur Alfredo Di Stéfano, il rejoint le grand club argentin en 1970 et prend part à la victoire au championnat national.
Curioni reste durablement dans les esprits des supporters de Boca Juniors pour ses buts marqués lors du Superclásico contre les rivaux de River Plate. Il marque lors de six confrontations de suite contre River et trouve le chemin des filets lors de sept des onze confrontations.
En 1973, Boca Juniors finit vice-champion du championnat Métropole et Hugo Curioni, meilleur buteur avec 17 buts à égalité avec Oscar Más et Ignacio Peña. Avec Boca Juniors, Hugo Curioni marque en tout 69 buts en 134 matchs.

### En  France
Il rejoint les rangs du FC Nantes en décembre 1973 où il retrouve ses compatriotes Hugo Bargas et Ángel Marcos, et marque en une demi-saison (19 matchs) 14 buts. Le club finit vice-champion de France.
L'année suivante, il marque 10 buts avant d'être enrôlé au soir du réveillon 1974 par le FC Metz.
Il marque 9 buts lors de cette demi-saison et finit troisième meilleur buteur du championnat. Son entente avec son compère de l'attaque, Nico Braun, est bonne, celui-ci trouve à 17 reprises les chemins des filets. Metz rachète alors l'Argentin à Nantes. 
En 1975-1976, Curioni marque 25 buts, et son comparse Braun 16. Le 26 septembre 1975, il est l'auteur d'un quadruplé lors de la réception du Nîmes Olympique (victoire 4-3). Cette saison-là, le FC Metz possède la meilleure attaque de Division 1 avec 72 buts, on les surnomme alors « Les artilleurs de Metz ».
En 1976-1977, Curioni inscrit 22 buts et Braun 23. Il s'agit de la dernière saison de ce duo à la pointe de l'attaque du FC Metz. L'année suivante, il n'inscrit que trois buts, et en avril il rejoint Troyes pour disputer la fin de la saison. Il signe ensuite au Montpellier PSC qui vient de monter en seconde division.
Il reste un an et demi au club de Louis Nicollin mais l'envie de revenir au pays se fait plus forte et, après un détour par le Mexique en février 1980, il retourne en Argentine en juin 1980.
Son bilan en Division 1 française s'élève à 152 matchs joués, pour 84 buts marqués. En Division 2, 49 matchs pour 21 buts.

### Fin de carrière
Il finit sa carrière à 35 ans au Gimnasia La Plata lors de la saison 1980-1981. Il marque encore 10 buts en 26 apparitions. 

## Palmarès
- Champion d'Argentine (Nacional) en 1970 avec Boca Juniors
- Vice-champion d'Argentine (Metropolitano) en 1973 avec Boca Juniors
- Meilleur buteur du championnat Metropolitano argentin en 1973 avec Boca Juniors
- Vice-champion de France en 1974 avec le FC Nantes